# Seleção Brasileira de Judô em 2009
Em março a seleção conquistou três ouros nas disputas individuais do Campeonato Pan-Americano de Judô, realizado em Buenos Aires. Foram 14 medalhas no total, sendo três de ouro, sete de prata e quatro de bronze.
Em maio a seleção venceu o Desafio Internacional de judô em São Paulo, comemorativo ao Ano da França no Brasil após derrotar as equipes da Inglaterra e da França.
Ainda no mês de maio, a seleção não conseguiu um bom resultado no primeiro dia das competições do Grand Slam de Moscou de Judô, válida pelo Circuito Mundial. O melhor colocado foi Leandro Guilheiro, com um 5º lugar. No segundo dia de competição Luciano Corrêa conquistou a medalha de prata da categoria até 100 kg. Tiago Camilo conquistou o bronze em um novo peso, até 90 kg.
Em julho, em disputa pelo Grand Slam do Rio de Janeiro de Judô a seleção conquistou o ouro na categoria acima de 100 kg com Daniel Hernandes, e mais três medalhas de pratas, com Nacif Elias (meio-médio), Hugo Pessanha (peso médio) e Luciano Corrêa (meio pesado). Eduardo Santos e Tiago Camilo perderam na semifinal na categoria até 90 kg e ficaram com o bronze.

## Equipe Principal
Masculino
- -60 kg Denilson Lourenço, Felipe Kitadai e Ricardo Ayres
- -66 kg João Derly, Leandro Cunha e Luiz Revite
- -73 kg Leandro Guilheiro, Marcelo Continni e Rodrigo Rocha
- -81 kg Flávio Canto, Rodrigo Luna e Nacif Elias
- -90 kg Eduardo Santos, Tiago Camilo e Hugo Pessanha
- -100 kg Luciano Corrêa, Leonardo Leite e Carlos Honorato
- +100 kg João Gabriel Schlittler, Walter Santos e Daniel Hernandes
- Técnico: Luiz Shinohara

Feminino
- -48 kg Sarah Menezes, Daniela Polzin e Taciana Resende
- -52 kg Érika Miranda, Andressa Fernandes e Raquel Lopes
- -57 kg Ketleyn Quadros, Danielle Zangrando e Mariana Barros
- -63 kg Danielli Yuri, Vania Ishii e Camila Minakawa
- -70 kg Mayra Aguiar, Maria Portela e Márcia Costa
- -78 kg Edinanci Silva, Claudirene Cesar e Deborah Almeida
- +78 kg Priscila Marques, Aline Puglia e Maria Suellen Altheman
- Técnica: Rosicléia Campos

## Equipe Júnior
Masculino
- -60 kg: Felipe Kitadai/SP
- -66 kg: Marcos Seixas/RJ
- -73 kg: Victor Penalber/RJ
- -81 kg: Marcelo Filho/SC
- -90 kg: Bruno Altoe/MG
- -100 kg: Marcos Lima Júnior/SP
- +100 kg: Luis Eduardo Carmo/SP

Feminino
- -48 kg: Sarah Menezes/PI
- -52 kg: Raquel Lopes/RJ
- -57 kg: Rafaela Lopes/RJ
- -63 kg: Camila Minakawa/SP
- -70 kg: Mayra Aguiar/RS
- -78 kg: Steffani Lupetti/SP
- + 78 kg: Rochele Nunes/RS